# Georges Truc
Pour les articles homonymes, voir Truc.
Georges Ernest Truc (né le 16 décembre 1893 à Colombes et mort le 6 janvier 1941 à Paris) est un pianiste, chef d'orchestre et directeur artistique français.

## Biographie
Fils d'un musicien de l'Opéra de Paris, Georges Truc étudie le piano avec Louis Diémer. Il a été le directeur musical de la branche française de Columbia Records dans les années 1930. On lui doit plusieurs enregistrements importants en tant que chef d'orchestre : en 1927, il grave le premier enregistrement complet du Carnaval des animaux de Camille Saint-Saëns avec l'Orchestre symphonique de Paris et les solistes Joseph Fauré (violoncelle) et Marcel Moyse (flûte).
L'année suivante, il dirige un des premiers enregistrements importants d'extraits du Pelléas et Mélisande de Claude Debussy avec Hector Dufranne et Marthe Nespoulous dans les rôles-titres et Claire Croiza comme Geneviève. Enfin, en 1929, c'est un enregistrement complet de l'opéra en un acte de Maurice Ravel L'Heure espagnole.
Il compose la musique du film La Vénus de l'or, sorti à Paris en 1937.
Pour 1941, Truc avait préparé un enregistrement intégral de Pelléas et Mélisande avec Irène Joachim et Jacques Jansen. Du fait de sa mort, le projet aboutira à la version historique dirigée par Roger Désormière. Truc a également gravé une série d'airs d'opéra séparés, tels que Nessun dorma et Non piangere, Liù du Turandot de Giacomo Puccini avec le ténor Georges Thill, Voi che sapete et Non so più cosa son des Nozze di Figaro de Mozart avec Marcelle Denya et Ein Mädchen oder Weibchen de La Flûte enchantée de Mozart avec Fred Bordon.
En 1932, il avait épousé en secondes noces la pianiste Lucette Descaves.